# Pfitscher Joch
Pfitscher Joch är ett bergspass i Österrike.   Det ligger i distriktet Schwaz och förbundslandet Tyrolen, i den västra delen av landet, 400 km väster om huvudstaden Wien. Pfitscher Joch ligger 2 081 meter över havet.
Terrängen runt Pfitscher Joch är bergig. Runt Pfitscher Joch är det glesbefolkat, med 13 invånare per kvadratkilometer.. Närmaste större samhälle är Steinach am Brenner, 17,7 km nordväst om Pfitscher Joch. 
Trakten runt Pfitscher Joch består i huvudsak av gräsmarker.